# Bombyliidae
Los bombílidos (Bombyliidae) son una familia de dípteros braquíceros. Se les llama comúnmente moscas abejorro. Se trata de una familia muy grande con centenares de géneros. Su ciclo vital aún no se conoce bien. Los adultos se alimentan de néctar y polen de las flores y así son polinizadores. Mimetizan a las abejas y en inglés se los llama beeflies que quiere decir mosca abeja. Posiblemente esto les da cierta protección en contra de predadores que temen la picadura de la abeja. La mayoría son corpulentas, velludas y de tamaño hasta 40 mm; otras son delgadas y con poca vellosidad y unas pocas son pequeñas de no más de 1,2 mm. Algunas tienen marcas en las alas.

## Descripción
La mayoría tiene una probóscide larga y delgada que en unas pocas especies llega a ser más larga que el cuerpo. No pueden retraerla como las mariposas. Suelen ser de vuelo rápido. A menudo se las ve visitando flores o volando cerca del suelo.

## Biología
La mayoría de las especies tienen hipermetamorfismo, en que el primer estadio larval es un planidio, que puede buscar activamente a su huésped; los stadios siguientes son sedentarios. Las larvas son predadoras de los huevos y larvas de otros insectos, tales como orugas, abejas y escarabajos. Las hembras depositan sus huevos en la proximidad de los nidos de otros insectos, en especial de abejas solitarias. Algunas especies son muy especializadas con respecto al hospedante pero otras son oportunistas y parasitan a gran variedad de especies. El primer estadio larval es un planidio que es más activo que los otros estadios y capaz de encontrar a su huésped.

## Taxonomía
Si bien es una familia con gran número de especies los individuos no son muy abundantes. Tal vez por esto es una familia muy poco estudiada. Se han descrito más de 5000 especies (en 230 géneros) y posiblemente queden miles por describir. Tal vez el género más conocido sea Bombylius, bien representado en Europa y Norteamérica con numerosas especies.

### Géneros

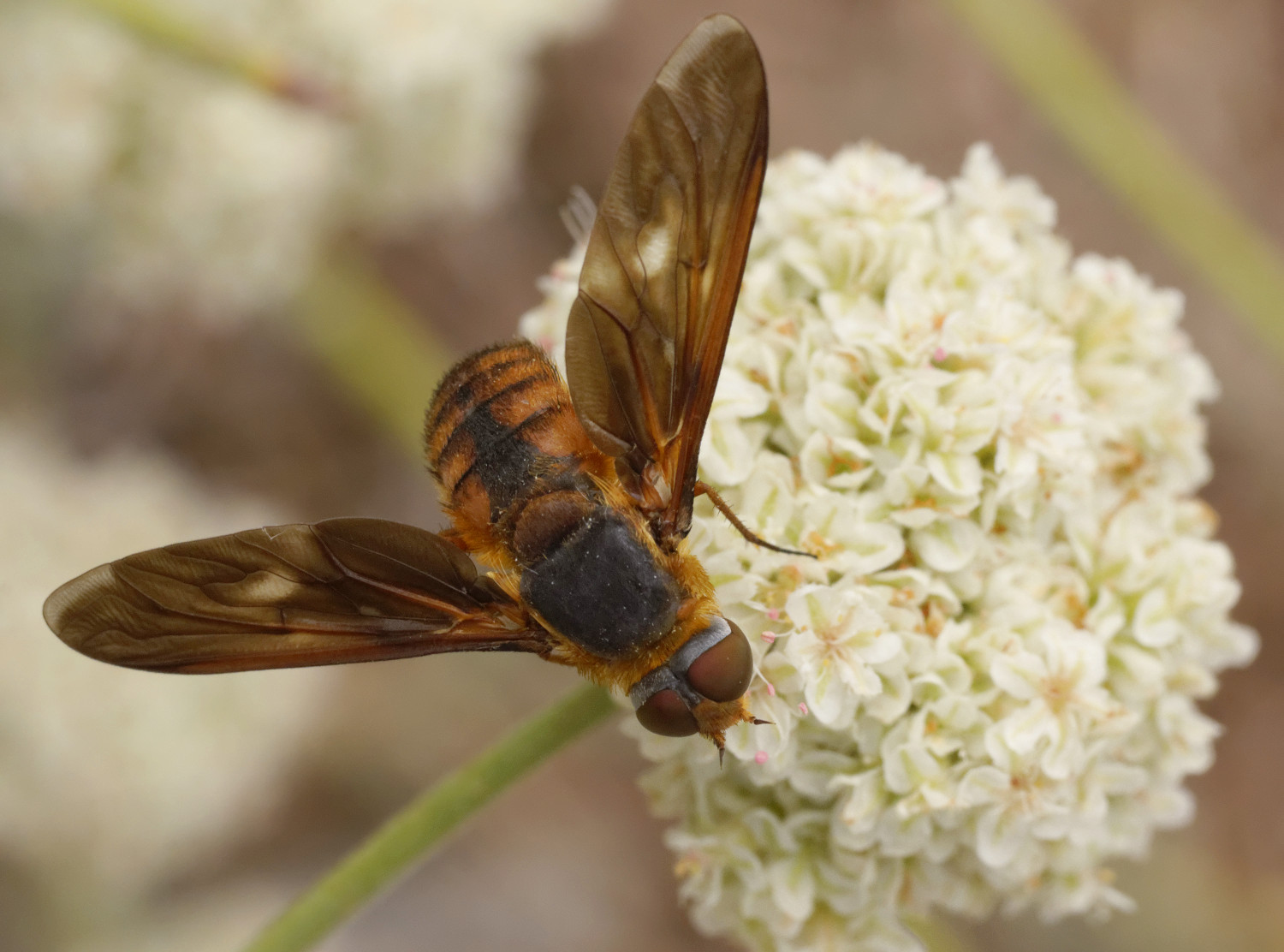
Poecilanthrax eremicus, Pearblossom, California

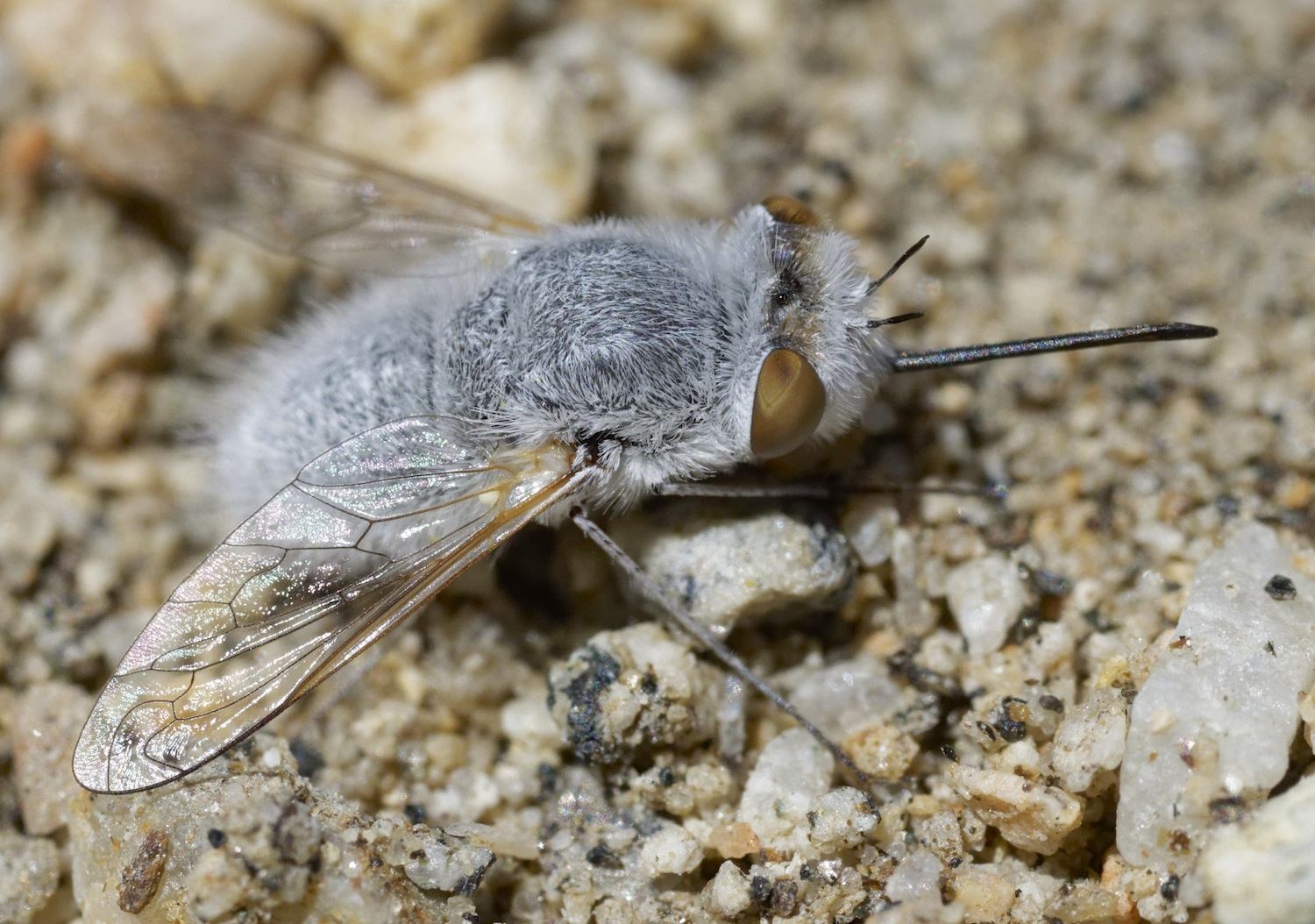
Pantarbes capito, San Bernardino Mountains, California

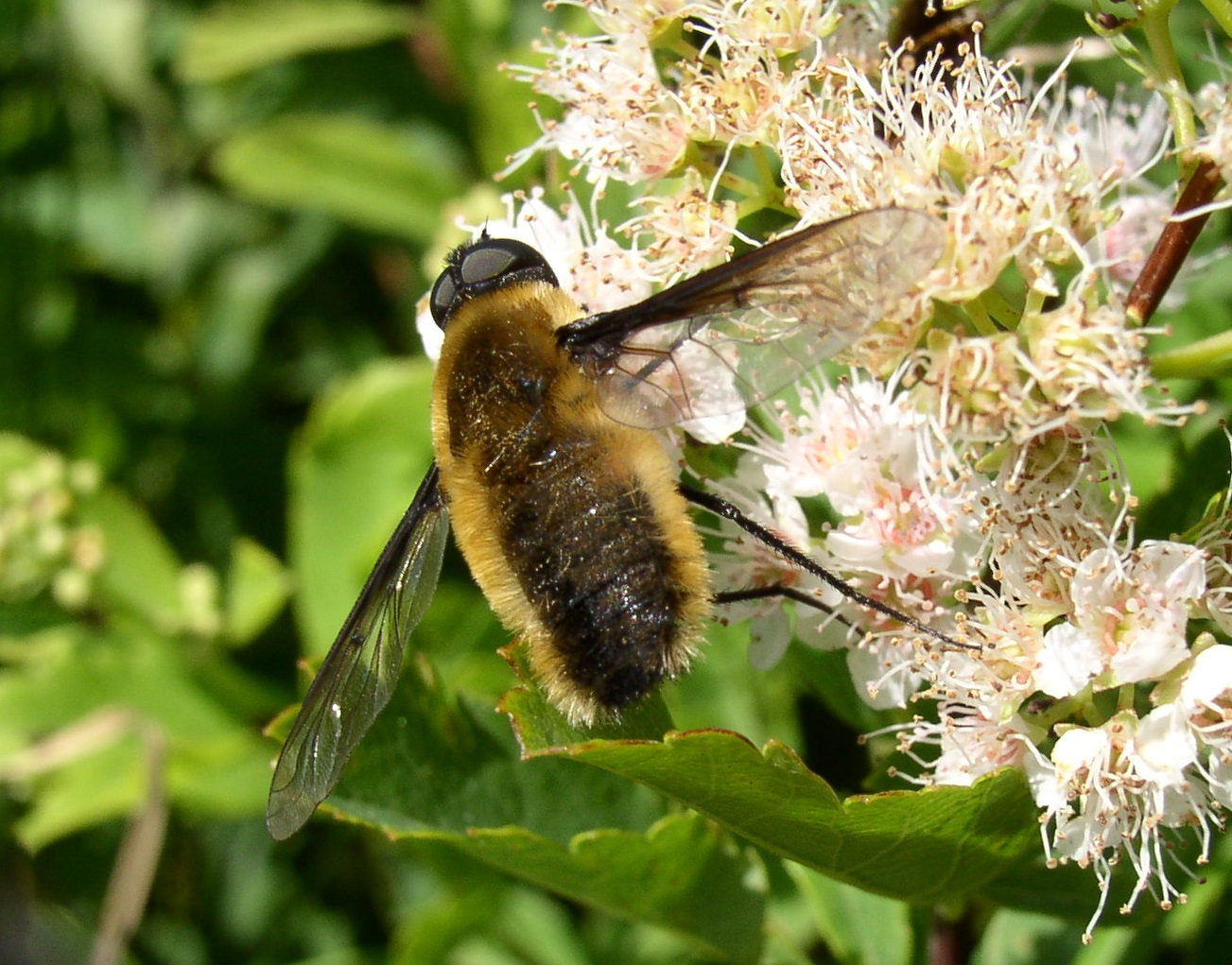
Villa fulviana. Cadillac Mountain, Acadia National Park, Hancock County, Maine, USA

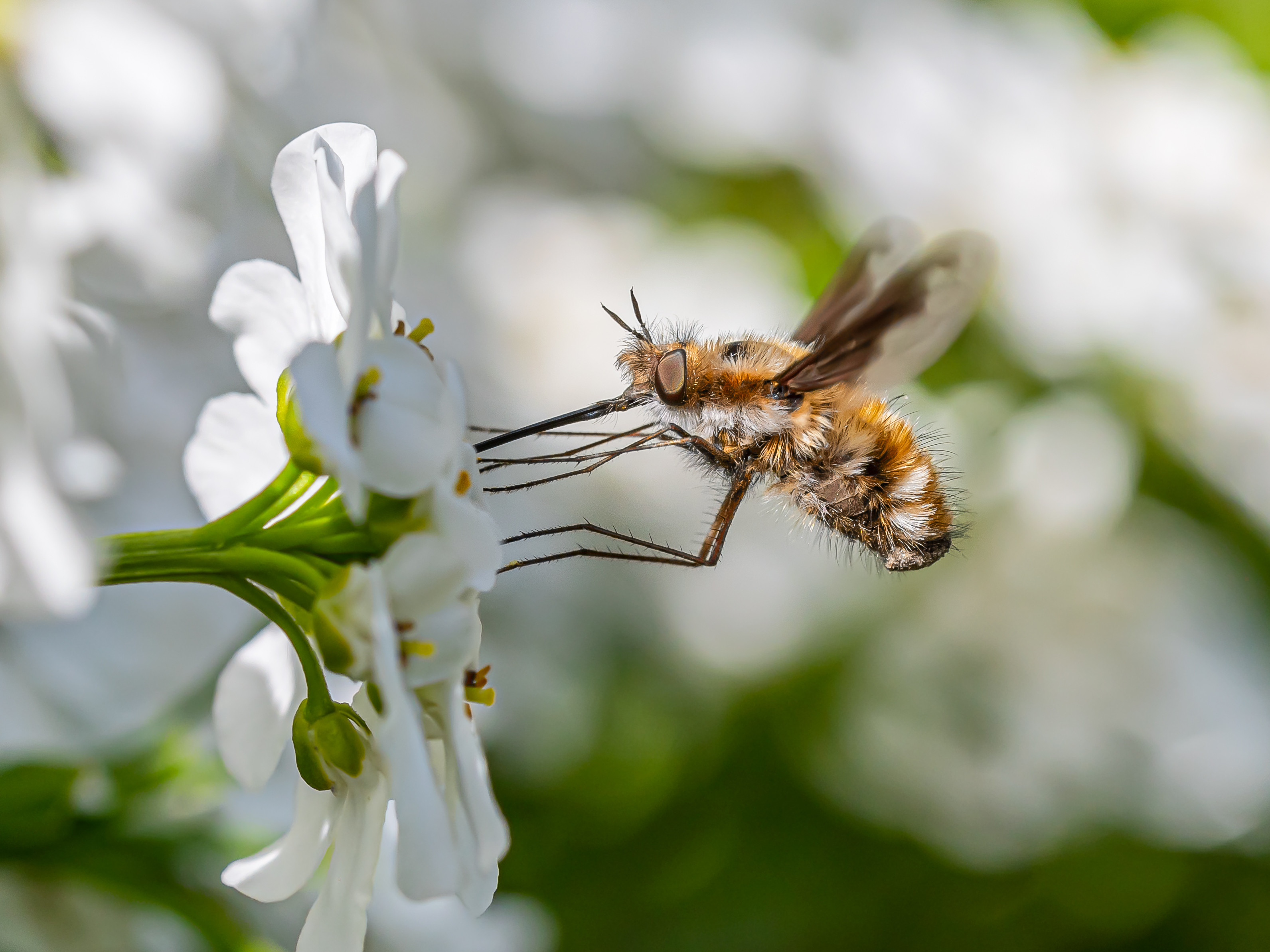
Bombylius major, Austria

- Acanthogeron Bezzi, 1925
- Acreophthiria  Evenhuis, 1986
- Acreotrichus Macquart, 1840
- Acrophthalmyda Bigot, 1858
- Adelidea Macquart, 1840
- Adelogenys Hesse, 1938
- Aldrichia Coquillett, 1894
- Alepidophora Cockerell, 1909
- Aleucosia Edwards, 1934
- Alomatia Cockerell, 1914
- Amictites Hennig, 1966
- Amictus Wiedemann, 1817
- Amphicosmus Coquillett, 1891
- Anastoechus Osten-Sacken, 1877
- Anisotamia Macquart, 1840
- Anthrax Scopoli, 1763
- Antonia Loew, 1856
- Antoniaustralia Becker, 1913
- Apatomyza Wiedemann, 1820
- Aphoebantus Loew, 1872
- Apolysis Loew, 1860
- Astrophanes Osten Sacken, 1877
- Atrichochira Hesse, 1956
- Australiphthiria Evenhuis, 1986
- Australoechus Greathead, 1995
- Balaana Lambkin & Yeates, 2003
- Beckerellus Greathead, 1995
- Bombomyia Greathead, 1995
- Bombylella Greathead, 1995
- Bombylisoma Rondani, 1856
- Bombylius Linnaeus, 1758
- Brachyanax Evenhuis, 1981
- Brachydemia Hull, 1973
- Bromoglycis Hull, 1971
- Brychosoma Hull, 1973
- Bryodemina Hull, 1973
- Cacoplox Hull, 1970
- Caecanthrax Greathead, 1981
- Callostoma Macquart, 1840
- Callynthrophora Schiner, 1868
- Canariellum Strand, 1928
- Chalcochiton Loew, 1844
- Choristus Francis Walker, 1852
- Chrysanthrax Osten Sacken, 1886
- Colossoptera Hull, 1973
- Comptosia Macquart, 1840
- Conomyza Hesse, 1956
- Cononedys Hermann, 1907
- Conophorina Becker, 1920
- Conophorus Meigen, 1803
- Corsomyza Wiedemann, 1820
- Coryprosopa Hesse, 1956
- Crocidium Loew, 1860
- Cryomyia Hull, 1973
- Cyananthrax Painter, 1959
- Cyllenia Latreille, 1802
- Cyrtomyia Bigot, 1892
- Cytherea Fabricius, 1794
- Cyx Evenhuis, 1993
- Dasypalpus Macquart, 1840
- Desmatomyia Williston, 1895
- Desmatoneura Williston, 1895
- Deusopora Hull, 1971
- Diatropomma Bowden, 1962
- Dicranoclista Bezzi, 1924
- Diochanthrax Hall, 1975
- Dipalta Osten Sacken, 1877
- Diplocampta Schiner, 1868
- Dischistus Loew, 1855
- Docidomyia White, 1916
- Doddosia Edwards, 1934
- Dolichomyia Wiedemann, 1830
- Doliogethys Hesse, 1938
- Eclimus Loew, 1844
- Edmundiella Becker, 1915
- Efflatounia Bezzi, 1925
- Enica Macquart, 1834
- Epacmoides Hesse, 1956
- Epacmus Osten Sacken, 1886
- Eremyia Greathead, 1996\
- Eristalopsis Evenhuis, 1985
- Eucessia Coquillett, 1886
- Euchariomyia Bigot, 1888
- Euprepina Hull, 1971
- Eurycarenus Loew, 1860
- Euryphthiria Evenhuis, 1986
- Eusurbus Roberts, 1929
- Exechohypopion Evenhuis, 1991
- Exepacmus Coquillett, 1894
- Exhyalanthrax Becker, 1916
- Exoprosopa Macquart, 1840
- Geminaria Coquillett, 1894
- Geron Meigen, 1820
- Glaesamictus Hennig, 1966
- Gnumyia Bezzi, 1921
- Gonarthrus Bezzi, 1921
- Gyrocraspedum Becker, 1913
- Hallidia Hull, 1970
- Hemipenthes Loew, 1869
- Heteralonia Rondani, 1863
- Heterostylum Macquart, 1848
- Heterotropus Loew, 1873
- Hyperalonia Rondani, 1863
- Hyperusia Bezzi, 1921
- Inyo Hall & Evenhuis, 1987
- Isocnemus Bezzi, 1924
- Kapu Lambkin & Yeates, 2003
- Karakumia Paramonov, 1927
- Laminanthrax Greathead, 1967
- Larrpana Lambkin & Yeates, 2003
- Laurella Hull, 1971
- Legnotomyia Bezzi, 1902
- Lepidanthrax Osten Sacken, 1886
- Lepidochlanus Hesse, 1938
- Lepidophora Westwood, 1835
- Ligyra Newman, 1841
- Litorhina Bowden, 1975
- Lomatia Meigen, 1822
- Lordotus Loew, 1863
- Macrocondyla Rondani, 1863
- Mallophthiria Edwards, 1930
- Mancia Coquillett, 1886
- Mandella Evenhuis, 1983
- Mariobezzia Becker, 1913
- Marleyimyia Hesse, 1956
- Marmosoma White, 1916
- Megapalpus Macquart, 1834
- Megaphthiria Hall, 1976
- Melanderella Cockerell, 1909
- Meomyia Evenhuis, 1983
- Metacosmus Coquillett, 1891
- Micomitra Bowden, 1964
- Munjua Lambkin & Yeates, 2003
- Muscatheres Evenhuis, 1986
- Muwarna Lambkin & Yeates, 2003
- Myonema Roberts, 1929
- Neacreotrichus Cockerell, 1917
- Nectaropota Philippi, 1865
- Neobombylodes Evenhuis, 1978
- Neodiplocampta Curran, 1934
- Neodischistus Painter, 1933
- Neosardus Roberts, 1929
- Nomalonia Rondani, 1863
- Nothoschistus Bowden, 1985
- Notolomatia Greathead, 1998
- Oestranthrax Bezzi, 1921
- Oestrimyza Hull, 1973
- Ogcodocera Macquart, 1840
- Oligodranes Loew, 1844
- Oncodosia Edwards, 1937
- Oniromyia Bezzi, 1921
- Othniomyia Hesse, 1938
- Pachyanthrax François, 1964
- Pachysystropus Cockerell, 1909
- Palaeoamictus Meunier, 1916
- Palaeogeron Meunier, 1915
- Palintonus François, 1964
- Palirika Lambkin & Yeates, 2003
- Pantarbes Osten Sacken, 1877
- Pantostomus Bezzi, 1921
- Paracorsomyza Hennig, 1966
- Paradiplocampta Hall, 1975
- Parachistus Greathead, 1980
- Paracosmus Osten Sacken, 1877
- Parageron Paramonov, 1929
- Paranthrax Bigot, 1876
- Parasysteochus Hall, 1976
- Paratoxophora Engel, 1936
- Paravilla Painter, 1933
- Parisus Walker, 1852
- Perengueyimyia Bigot, 1886
- Petrorossia Bezzi, 1908
- Phthiria Meigen, 1803
- Pilosia Hull, 1973
- Pipunculopsis Bezzi, 1925
- Platamomyia Brèthes, 1925
- Plesiocera Macquart, 1840
- Poecilanthrax Osten Sacken, 1886
- Poecilognathus Jaennicke, 1867
- Praecytherea Théobald, 1937
- Prorachthes Loew, 1868
- Prorostoma Hesse, 1956
- Prothaplocnemis Bezzi, 1925
- Pseudopenthes Roberts, 1928
- Pteraulacodes Hesse, 1956
- Pteraulax Bezzi, 1921
- Pterobates Bezzi, 1921
- Pusilla Paramonov, 1954
- Pygocona Hull, 1973
- Relictiphthiria Evenhuis, 1986
- Rhynchanthrax Painter, 1933
- Satyramoeba Sack, 1909
- Semiramis Becker, 1913
- Semistoechus Hall, 1976
- Sericosoma Macquart, 1850
- Sericothrix Hall, 1976
- Sericusia Edwards, 1937
- Sinaia Becker, 1916
- Sisyromyia White, 1916
- Sisyrophanus Karsch, 1886
- Sosiomyia Bezzi, 1921
- Sparnopolius Loew, 1855
- Sphenoidoptera Williston, 1901
- Spogostylum Macquart, 1840
- Staurostichus Hull, 1973
- Stomylomyia Bigot, 1888
- Stonyx Osten Sacken, 1886
- Synthesia Bezzi, 1921
- Systoechus Loew, 1855
- Systropus Wiedemann, 1820
- Thevenetimyia  Bigot, 1875
- Thraxan  Yeates & Lambkin, 1998
- Thyridanthrax  Osten Sacken, 1886
- Tillyardomyia Tonnoir, 1927
- Timiomyia  Evenhuis, 1978
- Tithonomyia Evenhuis, 1984
- Tmemophlebia  Evenhuis, 1986
- Tomomyza  Wiedemann, 1820
- Tovlinius  Zaitzev, 1979
- Toxophora Meigen, 1803
- Triplasius  Loew, 1855
- Triploechus  Edwards, 1937
- Turkmeniella  Paramonov, 1940
- Usia Latreille, 1802
- Veribubo Evenhuis, 1978
- Verrallites Cockerell, 1913
- Villa Lioy, 1864
- Villoestrus Paramonov, 1931
- Walkeromyia Paramonov, 1934
- Wurda Lambkin & Yeates, 2003
- Xenoprosopa Hesse, 1956
- Xenox Evenhuis, 1984
- Xerachistus Greathead, 1995
- Xeramoeba Hesse, 1956
- Ylasoia  Speiser, 1920
- Zaclava  Hull, 1973
- Zinnomyia Hesse, 1955
- Zyxmyia Bowden, 1960

## Galería

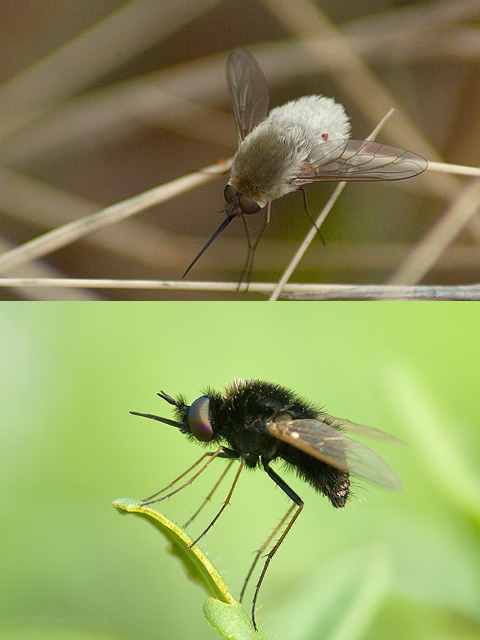
Dos especies en Coimbatore, Tamil Nadu, India.
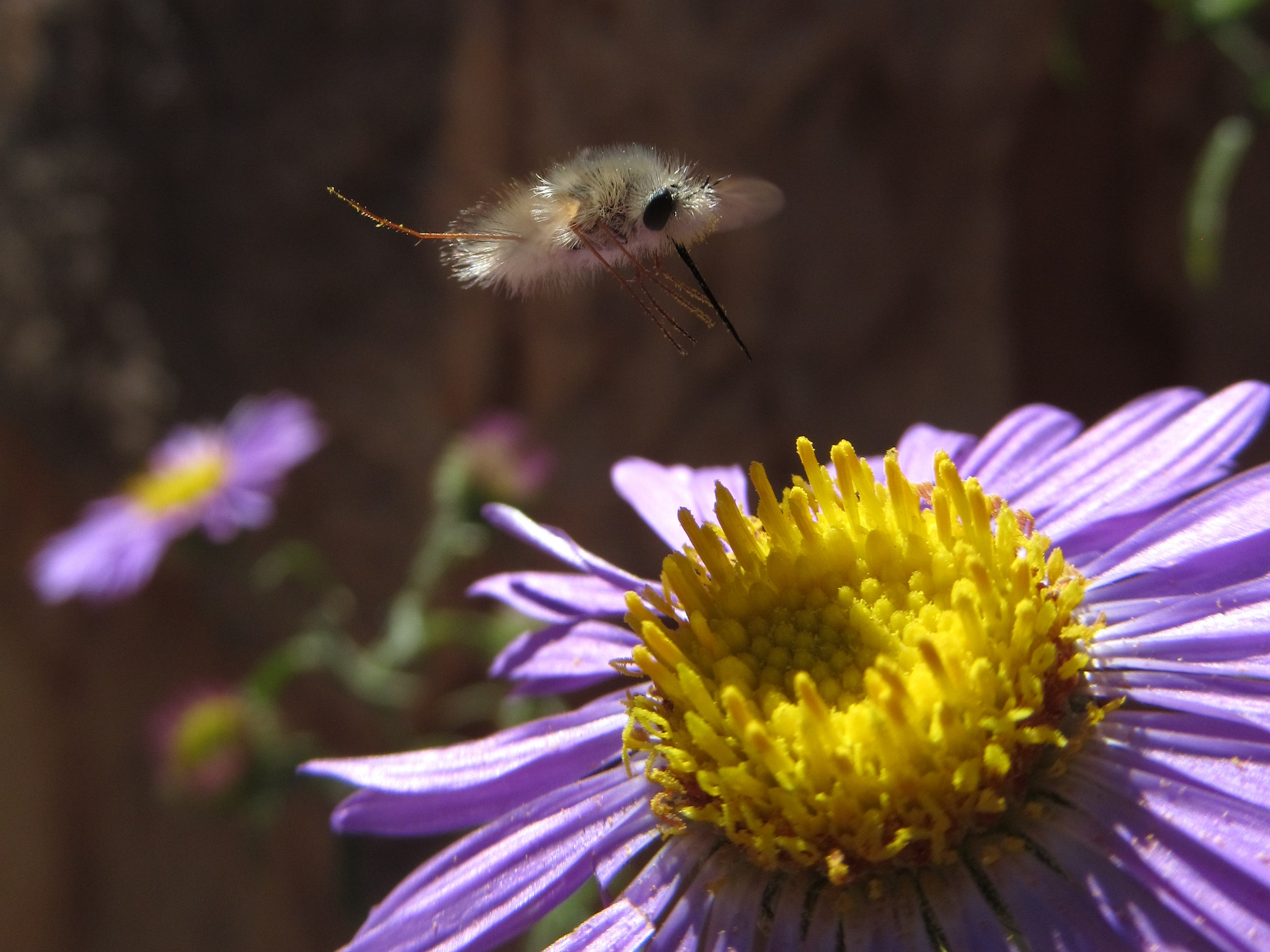
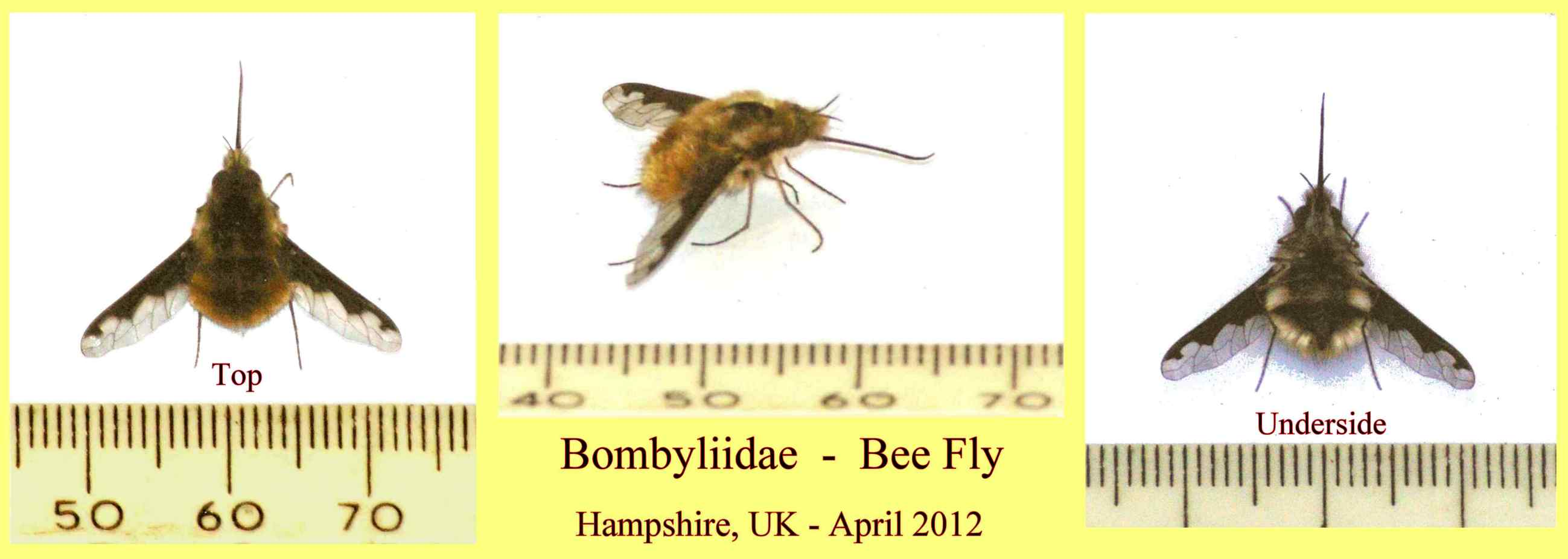
Hampshire  conservatorio, United Kingdom
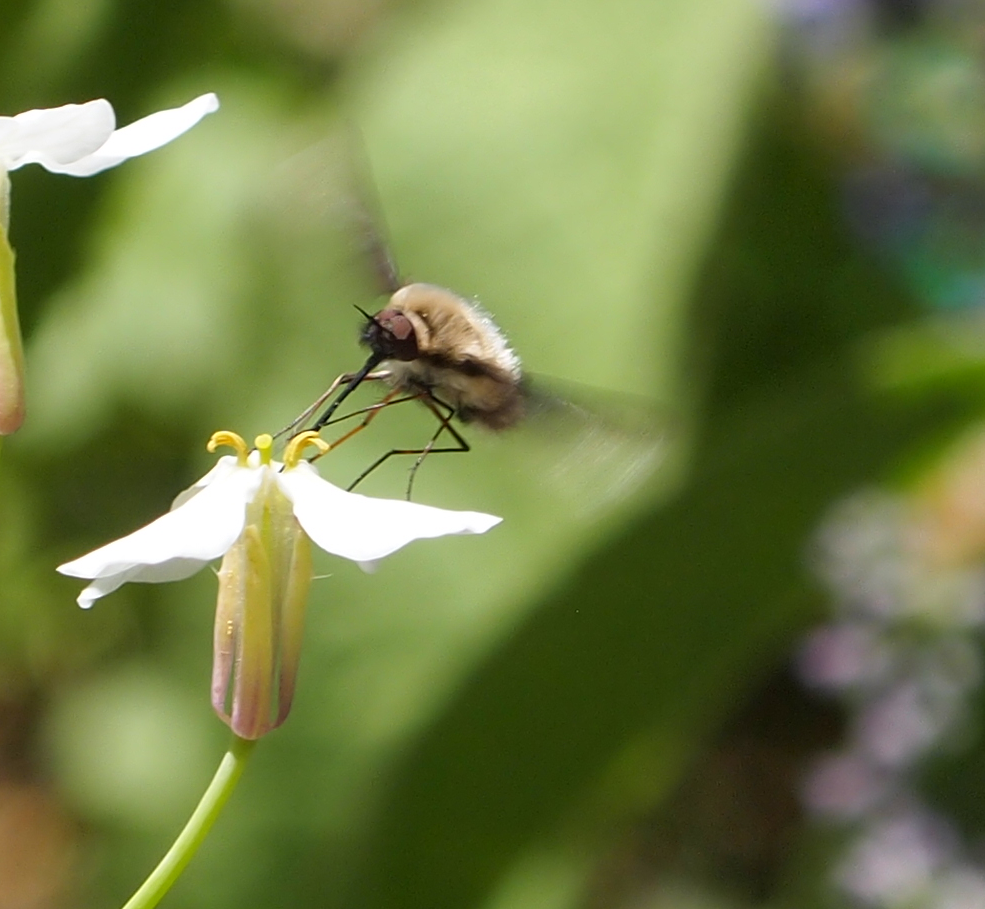
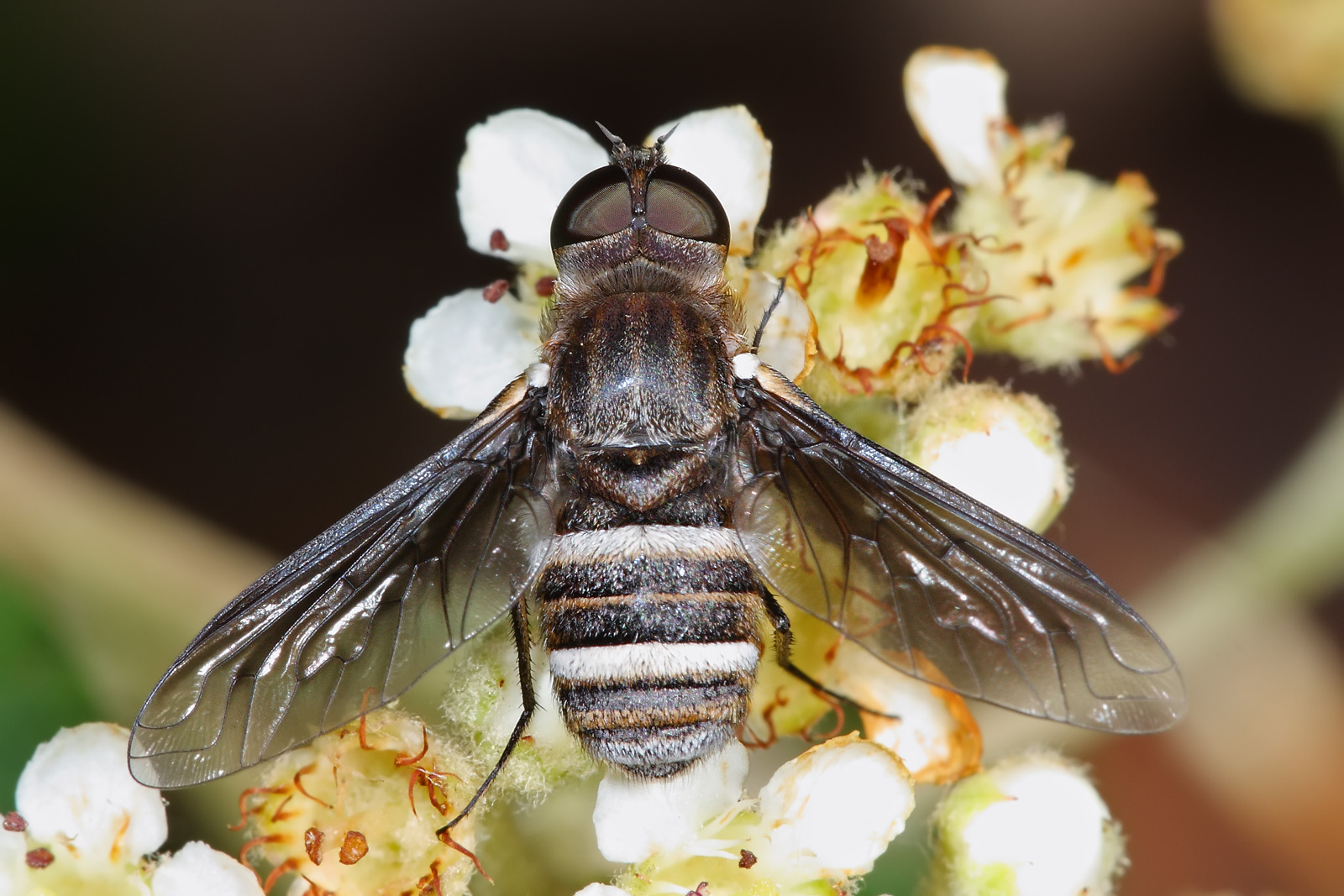
Exoprosopa sp.
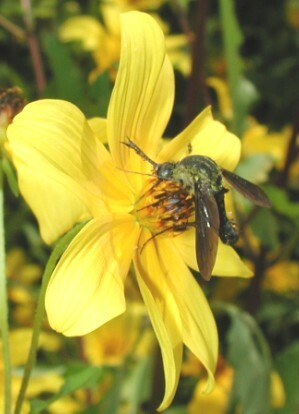
Lepidophora en Bidens laevis